# Calligrapha amelia
Calligrapha amelia är en skalbaggsart som beskrevs av Frederick Knab 1909. Calligrapha amelia ingår i släktet Calligrapha och familjen bladbaggar. Inga underarter finns listade i Catalogue of Life.